# Schlichem
La Schlichem est une rivière allemande d'une longueur de 34 km qui coule dans le land de Bade-Wurtemberg. Elle est un affluent du Neckar dans le bassin du Rhin.

## Source de la traduction
- (de) Cet article est partiellement ou en totalité issu de l’article de Wikipédia en allemand intitulé « Schlichem » (voir la liste des auteurs).